# هيو أوين توماس
هيو أوين توماس (بالإنجليزية: Hugh Owen Thomas)‏‏ (23 أغسطس 1834 في بددرن - 6 يناير 1891 في ليفربول) جراح من ويلز.